# Tour del Adiós
Tour del Adiós o Gira del Adiós es la quinta gira mundial realizada por el grupo mexicano RBD. La gira comenzó el 1 de noviembre de 2008 en La Paz, Bolivia y concluyó el 21 de diciembre de 2008 en el Palacio de los deportes en la ciudad de Madrid, España.
Esta gira es la continuación de Empezar desde cero Tour, pero después del anuncio de la separación la gira se re nombró, titulándose Gira del Adiós, una despedida del grupo hacia sus seguidores.

## Recepción

### Crítica
El periódico El Informador, sobre el último concierto del grupo en el anfiteatro Gibson de los Estudios Universal en Estados Unidos, argumentó que el sexteto se despidió «en un emotivo encuentro con cerca de seis mil fans, quienes a manera de homenaje disfrutaron de pie las dos horas que duró el concierto». Agregando que «la emoción se palpó durante gran parte del concierto, durante el cual se tomaron de la mano y se hicieron demostraciones de cariño». Sobre sus integrantes comentó que se vio a Anahí como la «la más afectada e incluso se le quebró la voz en uno de sus agradecimientos; aunque también mostró parte de su actitud rebelde en un par de canciones, cuando desaparecía del escenario y se integraba a mitad de la canción», sobre Maite argumentó que fue ovacionada gracias a la popularidad de su talento como cantante y su reciente telenovela.

### Desempeño comercial
El 24 de enero de 2009 la revista Billboard Box Score reportó que el concierto otorgado el 29 de noviembre de 2008 en el Arena Skol Anhembi en Sao Paulo, con una asistencia de 12 464 personas recaudó un total de $889 793 dólares, a su vez el concierto otorgado el 13 de diciembre en el Estadio Nacional en Lima, Perú, con una asistencia de 21 811 personas recaudó $766 311 dólares.

## Repertorio
1. "Cariño mío"
2. "Aún hay algo"
3. "Celestial"
4. "Un poco de tu amor"
5. "Otro día que va"
6. "Ser o parecer"
7. "Hoy que te vas"
8. "Solo quédate en silencio"
9. "Inalcanzable"
10. "Y no puedo olvidarte"
11. "Light up the world tonight"
12. "Sálvame"
13. "Just breathe"
14. "Este corazón"
15. "Tu amor"
16. "No pares"
17. "Empezar desde cero"
18. "Solo para ti"
19. "Me voy"
20. "Qué hay detrás"
21. "Bésame sin miedo"
22. "Nuestro amor"
23. "Tras de mí"
24. "Rebelde"

| Observaciones |
| --- |
| - "Just breathe" fue cantada solamente el 9 y 10 de diciembre de 2008. - "Empezar desde cero" fue cantada solamente cuando Maite estuvo presente. - "No pares" fue reemplazada por "Te daría" solamente el 9 y 10 de diciembre de 2008 |

## Fechas
| Fechas                  | Ciudad            | País           | Lugar                          | Boletos vendidos | Notas              |
| ----------------------- | ----------------- | -------------- | ------------------------------ | ---------------- | ------------------ |
| América del Sur         |                   |                |                                |                  |                    |
| 1 de noviembre de 2008  | La Paz            | Bolivia        | Estadio Hernando Siles         | 38 000           | Maite no participó |
| 7 de noviembre de 2008  | Buenos Aires      | Argentina      | Luna Park                      | 10 000           |                    |
| 8 de noviembre de 2008  | Córdoba           | Argentina      | Orfeo Superdomo                | 12 000           |                    |
| 9 de noviembre de 2008  | Rosario           | Argentina      | Estadio Marcelo Bielsa         | 18 000           | Maite no participó |
| 25 de noviembre de 2008 | Fortaleza         | Brasil         | Siara Hall                     | 8000             | Maite no participó |
| 27 de noviembre de 2008 | Porto Alegre      | Brasil         | Pepsi On Stage                 | 6500             |                    |
| 28 de noviembre de 2008 | Río de Janeiro    | Brasil         | HSBC Arena                     | 18 000           |                    |
| 29 de noviembre de 2008 | São Paulo         | Brasil         | Arena Skol Anhembi             | 12 464 / 14 000  |                    |
| 30 de noviembre de 2008 | Brasilia          | Brasil         | Ginásio Nilson Nelson          | 13 000           | Maite no participó |
| América del Norte       |                   |                |                                |                  |                    |
| 5 de diciembre de 2008  | Los Ángeles       | Estados Unidos | Gibson Amphitheatre            | 5000             |                    |
| América del Sur         |                   |                |                                |                  |                    |
| 9 de diciembre de 2008  | São Paulo         | Brasil         | HSBC Brasil                    | 5500             | Maite no participó |
| 10 de diciembre de 2008 | Río de Janeiro    | Brasil         | Vivo Rio                       | 5500             | Maite no participó |
| 11 de diciembre de 2008 | Guayaquil         | Ecuador        | Estadio Modelo Alberto Spencer | 32 000           | Maite no participó |
| 12 de diciembre de 2008 | Quito             | Ecuador        | Coliseo General Rumiñahui      | 15 000           | Maite no participó |
| 13 de diciembre de 2008 | Lima              | Perú           | Estadio Nacional del Perú      | 21 811 / 25 000  | Maite no participó |
| 14 de diciembre de 2008 | Santiago de Chile | Chile          | Arena Santiago                 | 15 000           | Maite no participó |
| Europa                  |                   |                |                                |                  |                    |
| 16 de diciembre de 2008 | Liubliana         | Eslovenia      | Hala Tivoli                    | 14 000           | Maite no participó |
| 18 de diciembre de 2008 | Belgrado          | Serbia         | Belgrade Arena                 | 25 000           | Maite no participó |
| 21 de diciembre de 2008 | Madrid            | España         | Palacio de Deportes            | 15 000           |                    |

## Premios y nominaciones
| Año  | Ceremonia                     | Categoría             | Resultado | Ref.  |
| ---- | ----------------------------- | --------------------- | --------- | ----- |
| 2009 | Premios Juventud              | Mi concierto favorito | Nominados | [ 7 ] |
| 2009 | Billboard de la música latina | Tour latino del año   | Ganadores | [ 8 ] |